# Звонцы
Звонцы — маленькие колокольцы, закрепленные на архиерейском богослужебном облачении.
Согласно представлениям христианства, расположенные на одеянии ветхозаветного первосвященника они должны были напоминать ему об обязанности непрестанно возвещать волю Божью.
В наше время звонцы располагают на саккосах и архиерейских мантиях. Так же их закрепляют на некоторых кадильницах, для создания более праздничной атмосферы богослужения.